# Oyapock
Der Oyapock oder Oiapoque ist ein Fluss in Südamerika. Er bildet die Grenze zwischen Französisch-Guyana und Brasilien, bis er in den Atlantik mündet.
Die Grenze wird durch die Polizei und die Fremdenlegion aus Kourou bewacht. Zollämter sind in Saint George de l’Oyapoque und Camopi angesiedelt.

## Grenzproblem
Das Gebiet auf der heute brasilianischen Seite des Flusses wurde lange Zeit von Frankreich und der damaligen Kolonialmacht Portugal beansprucht. Als Vermittlerin wurde die Schweiz eingesetzt, welche den Oyapock als Grenzfluss festlegte. Noch heute steht im Zentrum des brasilianischen Grenzdorfes ein Gedenkstein zu diesem Ereignis.

## Umweltproblematik
Da in der Region Gold zu finden ist, schürfen dort viele illegale Goldsucher, welche mit Quecksilber arbeiten. Dieses gelangt dann mit dem Abwasser in den Fluss und damit in die freie Umwelt, was nicht nur für die Flora und Fauna, sondern insbesondere für die traditionell im Wald lebende indigene Naturbevölkerung eine ernste gesundheitliche Gefahr darstellt. Die französischen Beamten gehen zwar gegen diese Leute vor, diese arbeiten dann einfach auf der anderen Seite des Flusses weiter und dringen nach einiger Zeit wieder in französisch-guyanesisches Territorium ein, da der Regenwald schlecht zu kontrollieren ist, und, im Fall des Ergreifens der Umweltsünder, das französische Militär kaum rechtliche Handhabe gegen die in mafia-artigen Strukturen arbeitenden Menschen haben. Die Schürfer, welche die eigentliche Arbeit verrichten und großes gesundheitliches wie rechtliches Risiko auf sich nehmen, stehen üblicherweise in einem unterdrückten, sklavenartigen Arbeitsverhältnis zu deren „Donos“ (ptg.) im Hintergrund, die oft nicht vor Gewalt zurückschrecken.

## Einige Zahlen
- Flusslänge: 370 km
- Einzugsgebiet: 26 820 km²
- Abfluss: 835 m³/s (Jahresdurchschnitt)

## Hydrometrie
Die Durchflussmenge des Oyapock wurde an der hydrologischen Station Camopi bei knapp der Hälfte des Einzugsgebietes über die Jahre 1951 bis 1958 gemittelt, gemessen (in m³/s).